# Classe No 251
La Classe No 251 est une classe de Chasseurs de sous-marin de la Marine impériale japonaise. Trois navires de lutte anti-sous-marine ont été construits entre 1936 et 1939 d'après le plan  Maru 2 (2nd Naval Armaments Supplement Programme en anglais).

## Contexte
En 1934, la Marine impériale du Japon met en chantier un modèle expérimental de chasseur de sous-marin très rapide pour la défense de ses bases navales allant à plus de 20 nœuds (37 km/h).

## Conception
Le Département technique de la marine impériale japonaise (Kampon) confie la réalisation de la coque à la firme britannique John I. Thornycroft & Company et demande une motorisation diesel  au groupe industriel allemand MAN.

## Service
La coque n'étant pas satisfaisante pour ce type de navire la Kampon en fait tout de même la base des torpilleurs de Classe Hayabusa. Le moteur diesel MAN satisfaisant mais trop cher et compliqué à réaliser en  confie la réalisation aux firmes japonaises Kawasaki Heavy Industries et Mitsubishi Heavy Industries.
Les trois unités réalisées, trop petites, sont déployées comme navire-école pour la guerre des mines en Baie de Tokyo.

## Les unités
Sous-classe No 251 :
- No 251 (Tsurumi-ku Nihon Kōkan Corp. - 9 juin 1937).

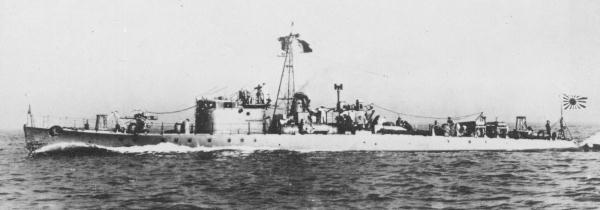
N° 253

- No 252 (Tsurumi-ku Nihon Kōkan Corp. - 25 août 1937).

Sous-classe No 253 :
- No 253 (Ōsaka Iron Works - 15 juillet 1937).